# Пам'ятки культурної спадщини Трибухівської громади
У статті наведений перелік об'єктів культурної спадщини Трибухівської громади Чортківського району Тернопільської области України.

## Пам'ятки археології
| №  | Назва                          | Дата | Адреса | Охоронний номер | Документ про взяття на облік                                                       |
| -- | ------------------------------ | --- | --- | --------------- | ---------------------------------------------------------------------------------- |
| 1  | Поселення Новоставці І         | ранній залізний вік (І тис. до н. е.) | с. Новоставці, урочище “Під ланом”, східні околиці села на городах, на схилі підвищення лівого берега р. Вільховець                                                                                    | 2101            | Наказ управління культури обласної державної адміністрації від 18.10.2005 № 112    |
| 2  | Поселення Пилява І             | черняхівська культура (ІІІ- IV ст. н. е.); давньоруський час (ХІІ — ХІІІ ст.)                                                                         | с. Пилява, урочище “Городи”, лівий берег р. Вільховець, східні околиці села | 2111            | Наказ управління культури обласної державної адміністрації від 18.10.2005 № 112    |
| 3  | Поселення Пилява ІІ            | енеоліт (IV-ІІІ тис. до н.е.); ранній залізний вік (І тис. до н. е.);черняхівська культура (ІІІ- IV ст. н. е.);давньоруський час (ХІІ – ХІІІ ст.)     | с. Пилява, на0,5 км на північний захід від села, правий берег р. Вільховець, навпроти Пилява І. урочище За болотом                                                                                     | 2112            | Наказуправління культури обласної державної адміністрації від 18.10.2005 № 112     |
| 4  | Поселення Пишківці І           | черняхівська культура (ІІІ- IV ст. н. е.); | с. Пишківці 4 км на північ від східних околиць села, урочище Поле Мардалеве, на двох мисоподібних пагорбах, утворених правим берегом струмка, що впадає в 2 ставки                                     | 1515            | Наказ управління культури обласної державної адміністрації від 27.01.2010 № 16     |
| 5  | Курган Пишківці ІІ             | західноподільська група скіфського часу ( друга половина VII – V (можливо IV) ст. до н. е.);                                                          | с. Пишківці, на схід від села, в напрямку до с. Трибухівці | 2113            | Наказ управління культури обласної державної адміністрації від 18.10.2005 № 112    |
| 6  | Курган Пишківці ІІІ            | Недатовано | с. Пишківці, на північний захід від села, оточений кам’яними стовпами | 2114            | Наказ управління культури обласної державної адміністрації від 18.10.2005 № 112    |
| 7  | Поселення Трибухівці І         | трипільська культура (IV-кінець ІІІ тис. до н.е.) | с. Трибухівці (колишнє с. Дружба), урочище Завадина, північно-західні околиці села, правий берег струмка, що витікає із місцевого озера і впадає з лівої сторони в р. Стрипу                           | 1208            | Рішення виконкому Тернопільської обласної ради від 14.07.1989 № 162                |
| 8  | Поселення Трибухівці ІІ        | західно-подільська група скіфського часу (2-га пол. VII - V ст. до н.е.); давньоруський час (ХІІ – ХІІІ ст.)                                          | с. Трибухівці , 5 км на схід від села на ІІ надзаплавній терасі північно-східного схилу мисоподібного пагорба, утвореного двома потічками                                                              | 1353            | Наказ управління культури обласної державної адміністрації від 27.01.2010 № 16     |
| 9  | Поселення Трибухівці ІІІ       | західно-подільська група скіфського часу (2-га пол. VII - V ст. до н.е.)                                                                              | с. Трибухівці, 5 км на схід від села на привершинній частині І надзаплавної тераси, 100 м на північний схід від крайнього будинку                                                                      | 1354            | Наказ управління культури обласної державної адміністрації від 27.01.2010 № 16     |
| 10 | Поселення Трибухівці IV        | давньоруський час (ХІІ – ХІІІ ст.) | с. Трибухівці, 3,7 км на північний схід від села, 500 м на північ від залізничної колії, урочище Біля Криниці                                                                                          | 1513            | Наказ управління культури обласної державної адміністрації від 27.01.2010 № 16     |
| 11 | Поселення Трибухівці V         | давньоруський час (ХІІ – ХІІІ ст.) | с. Трибухівці, 5,5 км на північний схід від східних околиць села, урочище Коло Бориса, на мисоподібному пагорбі утвореному лівим берегом струмка, що впадає в струмок Лулиник, праву притоку р. Джурин | 1514            | Наказ управління культури обласної державної адміністрації від 27.01.2010 № 16     |
| 12 | Поселення Трибухівці VI        | давньоруський час (ХІІ – ХІІІ ст.) | с. Трибухівці, 1,5 км на північ від села, 500 м на південь від залізниці, ІІ-а надзаплавна тераса | 1835            | Наказ управління культури обласної державної адміністрації від 09.02.2012 № 14     |
| 13 | Трибухівці VII                 | епоха бронзи (III-II тис. до н.е.; ранньозалізний вік (І тис. до н.е.); черняхівська культура (ІІІ- IV ст. н. е.); давньоруський час (ХІІ – ХІІІ ст.) | с. Трибухівці, південно-західні околиці села, біля хутора | 1842            | Наказ управління культури обласної державної адміністрації від 09.02.2012 № 14     |
| 14 | Кургана группа Трибухівці VIII | епоха бронзи - ранньозалізний вік (ІІ-І тис. до н.е.);                                                                                                | с. Трибухівці, південно-східні околиці села на рівнинному плато | 2063            | Наказ управління культури обласної державної адміністрації від 09.09.2016 № 121-од |

## Пам'ятки архітектури
| №  | Назва                       | Дата    | Адреса                 | Охоронний номер | Документ про взяття на облік                    |
| -- | --------------------------- | ------- | ---------------------- | --------------- | ----------------------------------------------- |
| 1. | Церква Святої Трійці (мур.) | 1923 р. | с. Пишківці            | 116             | рішення Тернопільського ОВК від 25.01.1989 № 15 |
| 2. | Костел (мур.)               | 1922 р. | с. Трибухівці (Дружба) | 118             | рішення Тернопільського ОВК від 25.01.1989 № 15 |
| 3. | Церква Святої Марії         | 1887 р. | с. Цвітова             | 117             | рішення Тернопільського ОВК від 25.01.1989 № 15 |

## Пам'ятки історії
| № | Назва                                                                     | Дата    | Адреса                                                | Охоронний номер | Документ про взяття на облік                                                                      |
| - | ------------------------------------------------------------------------- | ------- | ----------------------------------------------------- | --------------- | ------------------------------------------------------------------------------------------------- |
| 1 | Пам’ятний знак воїнам-землякам, які загинули в роки Другої світової війни | 1968 р. | с. Медведівці                                         | 128             | Рішення виконкому Тернопільської обласної ради від 22.03.1971 р. № 147                            |
| 2 | Пам’ятний знак воїнам-землякам, які загинули в роки Другої світової війни | 1979 р. | с. Пилява                                             | 856             | Рішення виконкому Тернопільської обласної ради від 25.01.1982 р. № 34                             |
| 3 | Пам'ятний знак (хрест) на честь скасування панщини                        |         | с. Трибухівці                                         | 3138            | Наказ управління культури Тернопільської обласної державної адміністрації від 27.01.2010 р. № 16  |
| 4 | Пам’ятний знак воїнам-землякам, які загинули в роки Другої світової війни | 1970 р. | с. Трибухівці, біля головної дороги, навпроти костелу | 123             | Рішення виконкому Тернопільської обласної ради від 22.03.1971 р. № 147                            |
| 5 | Могила воїна Радянської армії Грамоти В.                                  | 1954 р. | с. Трибухівці, кладовище, GPS 49.043623, 25.452759    | 858             | Наказ управління культури Тернопільської обласної державної адміністрації від 18.10.2005 р. № 112 |